# Asociación de Federaciones Internacionales Olímpicas de Verano
La Asociación de Federaciones Internacionales Olímpicas de Verano (en inglés: Association of Summer Olympic International Federations; ASOIF) es una asociación sin fines de lucro de federaciones deportivas internacionales que compiten en los Juegos Olímpicos de Verano. Tiene su sede en Lausana, Suiza, la misma ciudad donde también tiene su sede el Comité Olímpico Internacional (COI).
Fundada el 30 de mayo de 1983 por 21 federaciones deportivas  internacionales (las que gobernaban los deportes incluidos en ese momento en el programa de los Juegos Olímpicos de Verano), la ASOIF se formó, como se indica en el primer artículo de su constitución, 'para coordinar y defender los intereses comunes de sus miembros' y para 'asegurar una estrecha cooperación entre sus miembros y los miembros del Movimiento Olímpico y otras organizaciones' . Estas necesidades se identificaron con el fin de preservar la unidad del movimiento olímpico mientras se mantiene "la autoridad, la independencia y la autonomía de las Federaciones Internacionales miembros".

## Miembros
34 federaciones deportivas internacionales son miembros de ASOIF:
| Deporte                                                | Federación                                     | Acrónimo | Sitio web oficial        |
| ------------------------------------------------------ | ---------------------------------------------- | -------- | ------------------------ |
| Arquería                                               | Federación Mundial de Tiro con Arco            | WA       | worldarchery.org         |
| Atletismo                                              | World Athletics                                | WA       | iaaf.org                 |
| Bádminton                                              | Federación Mundial de Bádminton                | BWF      | bwfbadminton.org         |
| Baile deportivo                                        | World DanceSport Federation                    | WDSF     | worlddancesport.org      |
| Baloncesto                                             | Federación Internacional de Baloncesto         | FIBA     | fiba.basketball          |
| Balonmano                                              | Federación Internacional de Balonmano          | IHF      | ihf.info                 |
| Béisbol/Sóftbol (Miembro asociado)                     | Confederación Mundial de Béisbol y Sóftbol     | WBSC     | wbsc.org                 |
| Boxeo                                                  | Asociación Internacional de Boxeo              | AIBA     | aiba.org                 |
| Canotaje                                               | Federación Internacional de Piragüismo         | ICF      | canoeicf.com             |
| Ciclismo                                               | Unión Ciclista Internacional                   | UCI      | uci.ch                   |
| Deportes acuáticos                                     | World Aquatics                                 | WA       | worldaquatics.com        |
| Equitación                                             | Federación Ecuestre Internacional              | FEI      | fei.org                  |
| Escalada (Miembro asociado)                            | Federación Internacional de Escalada Deportiva | IFSC     | ifsc-climbing.org        |
| Esgrima                                                | Federación Internacional de Esgrima            | FIE      | fie.org                  |
| Fútbol                                                 | Federación Internacional de Fútbol Asociación  | FIFA     | fifa.com                 |
| Gimnasia                                               | Federación Internacional de Gimnasia           | FIG      | fig-gymnastics.com       |
| Golf                                                   | Federación Internacional de Golf               | IGF      | igfgolf.org              |
| Hockey sobre césped                                    | Federación Internacional de Hockey             | FIH      | fih.ch                   |
| Judo                                                   | Federación Internacional de Judo               | IJF      | ijf.org                  |
| Karate (Miembro asociado)                              | Federación Mundial de Karate                   | WKF      | wkf.net                  |
| Levantamiento de pesas                                 | Federación Internacional de Halterofilia       | IWF      | iwf.net                  |
| Lucha                                                  | United World Wrestling                         | UWW      | unitedworldwrestling.org |
| Pentatlón moderno                                      | Unión Internacional de Pentatlón Moderno       | UIPM     | pentathlon.org           |
| Remo                                                   | World Rowing                                   | FISA     | worldrowing.com          |
| Rugby                                                  | World Rugby                                    | WR       | worldrugby.org           |
| Skateboarding/Patinaje sobre ruedas (Miembro asociado) | World Skate                                    | WS       | worldskate.org           |
| Surf (Miembro asociado)                                | Asociación Internacional de Surf               | ISA      | isasurf.org              |
| Taekwondo                                              | World Taekwondo                                | WT       | worldtaekwondo.org       |
| Tenis                                                  | Federación Internacional de Tenis              | ITF      | itftennis.com            |
| Tenis de mesa                                          | Federación Internacional de Tenis de Mesa      | ITTF     | ittf.com                 |
| Tiro deportivo                                         | Federación Internacional de Tiro Deportivo     | ISSF     | issf-sports.org          |
| Triatlón                                               | World Triathlon                                | WT       | triathlon.org            |
| Vela                                                   | World Sailing                                  | WS       | sailing.org              |
| Voleibol                                               | Federación Internacional de Voleibol           | FIVB     | fivb.com                 |

## Organización
Los miembros de ASOIF se reúnen una vez al año en una Asamblea General. La Asamblea General generalmente precede a la reunión conjunta entre el Comité Ejecutivo del Comité Olímpico Internacional y las Federaciones Internacionales donde se discuten multitud de temas en interés común del Movimiento Olímpico.
El Consejo está compuesto por un presidente y 6 miembros, todos de diferentes federaciones. Uno de los 6 miembros es elegido vicepresidente. El presidente y todos los miembros son elegidos por mandatos de 4 años. El director ejecutivo es designado por el Consejo a propuesta del presidente como cargo ejecutivo. El director ejecutivo también está en el Consejo, pero sin derecho a voto.